# Paire
Pour les articles homonymes, voir Paire (homonymie).
En mathématiques, ne pas confondre une paire et un couple.
Une paire est un ensemble qui comprend exactement deux éléments.

## Remarques
- Une paire qui contient deux éléments {\displaystyle a} et {\displaystyle b} se note {\displaystyle \left\{a,b\right\}}.
- L'ordre d'écriture de la paire n'a pas d'importance: {\displaystyle \{a,b\}=\{b,a\}}. Ceci différencie la paire du couple.
- Le cardinal d'une paire est 2.
- L'ensemble {\displaystyle \left\{a,a\right\}} n'est pas une paire mais un singleton et se note aussi {\displaystyle \left\{a\right\}}[note 1].

## Exemples
- {\displaystyle \left\{1,3\right\}} (avec une espace après la virgule) est la paire comprenant les entiers {\displaystyle 1} et {\displaystyle 3}.
- {\displaystyle \left\{\sin ,\exp \right\}} est une paire de fonctions.
- {\displaystyle \left\{\{1\},\{1,2\}\right\}} est une paire composée du singleton {\displaystyle \left\{1\right\}} et de la paire {\displaystyle \left\{1,2\right\}}.
- {\displaystyle \left\{5,A\right\}} est une paire composée du nombre {\displaystyle 5} et de l'élément {\displaystyle A}.
- {\displaystyle \left\{7,2\right\}=\{2,7\}} alors que {\displaystyle (7,2)\neq (2,7)}

## Propriétés

### Appartenance d'un élément à une paire (ou à un singleton)
Un élément x appartient à une paire si et seulement s'il est égal à l'un des deux éléments de cette paire. Cet énoncé est en fait tout autant valable pour un singleton. On peut donc l'écrire  formellement, pour a et b donnés : 
∀x, x ∈ {a, b} ⇔ (x = a ou x = b)
(le « ou » en question désigne, comme d'habitude en mathématiques, une disjonction inclusive : l'énoncé reste vrai si x = a et x = b).
Cette proposition caractérise les paires (ou singletons). Dans l'axiomatisation de la théorie des ensembles, il y a un axiome spécifique, appelé axiome de la paire, qui exprime pour tout {\displaystyle a} et {\displaystyle b} l'existence d'une paire {\displaystyle \{a,b\}} et qui se fonde sur cette proposition.

### Égalité de deux paires
Deux paires sont égales si et seulement si leurs éléments sont égaux deux à deux, de l'une des deux façons dont on peut les associer. Plus précisément, pour deux paires ou singletons {a, b} et {c, d} : 
{a, b} = {c, d} ⇔ [(a = c et b = d) ou (a = d et b = c)].

### Autres propriétés
Un raisonnement simple de dénombrement montre que le nombre de paires d'un ensemble fini à n éléments est égal à n(n – 1)/2 (voir l'article « Combinaison »).

## Histoire
Von Neumann, dans son article de 1923,, qui est un des premiers sur la théorie des ensembles, note les paires {\displaystyle (a,b)}, comme nous noterions aujourd'hui les couples. Remarquons qu'il définit l'entier {\displaystyle 2} comme étant la paire {\displaystyle \left\{\varnothing ,\{\varnothing \}\right\}}, qu'il écrit {\displaystyle \left(\mathbf {O} ,(\mathbf {O} )\right)}.